# ASA Tel-Aviv FC
Der ASA Tel-Aviv University SC (ehemals: Tel Aviv Uni Sports Club) ist ein Sportverein aus der israelischen Stadt Tel Aviv-Jaffa. Große Erfolge feierte der im Jahr 1998 gegründete Verein im Frauenfußball sowie im Handball der Männer.

## Frauenfußball
Die Frauenfußballabteilung gewann 2000 die zweite Austragung der Ligat Nashim, im Jahr 2015 wurde die Mannschaft zum siebten und bisher letzten Mal israelischer Meister. Außerdem gewann die Mannschaft viermal den israelischen Frauenpokal und stand zudem neunmal im Finale.

### Erfolge
- Israelischer Meister: 2000, 2010, 2011, 2012, 2013, 2014, 2015, 2019
- Israelischer Pokalsieger: 2011, 2012, 2014, 2017, 2019 (Finalist: 2000, 2004, 2005, 2006, 2007, 2008, 2009, 2015, 2016)

### UEFA Women’s Champions League
| Saison  | Wettbewerb                    | Runde             | Gegner                  | Gesamt | 1. Spiel | 2. Spiel |
| ------- | ----------------------------- | ----------------- | ----------------------- | ------ | -------- | -------- |
| 2010/11 | UEFA Women’s Champions League | Qualifikation     | Umeå IK                 | –      | 0:3      | –        |
| 2010/11 | UEFA Women’s Champions League | Qualifikation     | SFK 2000 Sarajevo       | –      | 3:1      | –        |
| 2010/11 | UEFA Women’s Champions League | Qualifikation     | Apollon Limassol        | –      | 0:3      | –        |
| 2011/12 | UEFA Women’s Champions League | Qualifikation     | SU 1º Dezembro          | –      | 1:1      | –        |
| 2011/12 | UEFA Women’s Champions League | Qualifikation     | MTK Budapest FC         | –      | 1:0      | –        |
| 2011/12 | UEFA Women’s Champions League | Qualifikation     | FK Liepājas Metalurgs   | –      | 4:1      | –        |
| 2011/12 | UEFA Women’s Champions League | Sechzehntelfinale | SEF Torres 1903         | 2:5    | 0:2 (H)  | 2:3 (A)  |
| 2012/13 | UEFA Women’s Champions League | Qualifikation     | Cardiff City LFC        | –      | 5:0      | –        |
| 2012/13 | UEFA Women’s Champions League | Qualifikation     | Peamount United         | –      | 0:5      | –        |
| 2012/13 | UEFA Women’s Champions League | Qualifikation     | SFK 2000 Sarajevo       | –      | 1:1      | –        |
| 2013/14 | UEFA Women’s Champions League | Qualifikation     | CS Goliador Chișinău    | –      | 6:0      | –        |
| 2013/14 | UEFA Women’s Champions League | Qualifikation     | FC Union Nové Zámky     | –      | 0:0      | –        |
| 2013/14 | UEFA Women’s Champions League | Qualifikation     | Apollon Limassol        | –      | 0:3      | –        |
| 2014/15 | UEFA Women’s Champions League | Qualifikation     | Cardiff City LFC        | –      | 2:0      | –        |
| 2014/15 | UEFA Women’s Champions League | Qualifikation     | Atlético Ouriense       | –      | 1:2      | –        |
| 2014/15 | UEFA Women’s Champions League | Qualifikation     | Standard Lüttich        | –      | 0:1      | –        |
| 2015/16 | UEFA Women’s Champions League | Qualifikation     | FC Jeunesse Junglinster | –      | 5:1      | –        |
| 2015/16 | UEFA Women’s Champions League | Qualifikation     | Ferencváros Budapest    | –      | 1:2      | –        |
| 2015/16 | UEFA Women’s Champions League | Qualifikation     | Twente Enschede         | –      | 0:7      | –        |

## Handball
Die Handballabteilung der Männer nahm dreimal am Europapokal der Pokalsieger teil.
| Saison  | Wettbewerb                  | Runde                  | Gegner                   | Gesamt | Hin       | Rück      |
| ------- | --------------------------- | ---------------------- | ------------------------ | ------ | --------- | --------- |
| 1997/98 | Europapokal der Pokalsieger | Sechzehntelfinale      | Jūrmalas PSK Riga        | 65:53  | 29:24 (H) | 36:29 (A) |
| 1997/98 | Europapokal der Pokalsieger | Achtelfinale           | TSV St. Otmar St. Gallen | 48:71  | 26:34 (A) | 22:37 (H) |
| 2005/06 | Europapokal der Pokalsieger | 2. Runde               | Polis Akademisi Ankara   | 63:61  | 35:29 (H) | 28:32 (A) |
| 2005/06 | Europapokal der Pokalsieger | 3. Runde               | Chambéry Savoie HB       | 55:62  | 24:31 (H) | 31:31 (A) |
| 2008/09 | Europapokal der Pokalsieger | 1. Qualifikationsrunde | Riihimäki Cocks          | 62:47  | 27:19 (H) | 35:28 (A) |
| 2008/09 | Europapokal der Pokalsieger | 2. Runde               | Kadetten Schaffhausen    | 57:73  | 28:38 (H) | 29:35 (A) |